# جائزة اليابان الكبرى للدراجات النارية 1994
جائزة اليابان الكبرى للدراجات النارية 1994 هو سباق دراجات نارية أقيم بتاريخ 24 أبريل 1994 في حلبة سوزوكا. كان الجولة الثالثة من أصل 14 في سباق الجائزة الكبرى للدراجات النارية موسم 1994. فاز كيفن شوانتز بفئة الموتو جي بي بينما جاء ميك دوهان في المركز الثاني وحصل على المركز الثالث شينيتشي إيتو.

## وصلات خارجية
- الموقع الرسمي